# Hezekiél Sepeng
Hezekiél Sello Sepeng (Potchefstroom, 30 giugno 1974) è un ex mezzofondista sudafricano, vincitore della medaglia d'argento negli 800 metri piani ai Giochi olimpici di Atlanta 1996.

## Biografia
In carriera ha vinto anche due medaglie d'argento nella stessa gara ai Giochi del Commonwealth del 1994 e del 1998 e, sempre negli 800 metri, è stato medaglia d'argento ai campionati mondiali di Siviglia 1999, e medaglia d'oro alle Universiadi di Fukuoka 1995.
È stato squalificato dalle competizioni da maggio 2005 a maggio 2007 dopo un test antidoping positivo per nandrolone.
È nato a Potchefstroom ed è stato educato al Potchefstroom Boys High, dove era nella stessa classe del pugile sudafricano Sean Santana e del mountain biker zimbabwese Warren Carne.

## Palmarès
| Anno | Manifestazione          | Sede         | Evento      | Risultato | Prestazione | Note |
| ---- | ----------------------- | ------------ | ----------- | --------- | ----------- | ---- |
| 1994 | Giochi del Commonwealth | Victoria     | 800 m piani | Argento   | 1'45"76     |      |
| 1995 | Universiadi             | Fukuoka      | 800 m piani | Oro       | 1'47"87     |      |
| 1996 | Giochi olimpici         | Atlanta      | 800 m piani | Argento   | 1'42"74     |      |
| 1998 | Giochi del Commonwealth | Kuala Lumpur | 800 m piani | Argento   | 1'44"44     |      |
| 1999 | Mondiali                | Siviglia     | 800 m piani | Argento   | 1'43"32     |      |
| 2000 | Giochi olimpici         | Sydney       | 800 m piani | 4º        | 1'45"29     |      |

## Altre competizioni internazionali
1999
- Argento alla Grand Prix Final ( Monaco di Baviera), 800 m piani - 1'44"40